# کلیپس میل (ویرجینیای غربی)
کلیپس میل (به انگلیسی: Clips Mill) یک منطقهٔ مسکونی در ایالات متحده آمریکا است که در شهرستان جفرسون، ویرجینیای غربی واقع شده‌است.